# 波希夫卡河
波希夫卡河（烏克蘭語：Похівка），是烏克蘭西部的河流，屬於霍羅霍利納河的左支流。該河發源自波希夫卡，流經伊萬諾-弗蘭科夫斯克州，河道全長16公里，流域面積28.6平方公里。